# Aéroport international de Mactan-Cebu
Pour les articles homonymes, voir CEB.
L’aéroport international de Mactan-Cebu (filipino : Paliparang Pandaigdig ng Mactan-Cebu, cebuano : Tugpahanang Pangkalibutan sa Mactan-Sugbo) (code IATA : CEB • code OACI : RPVM), est un aéroport qui dessert Lapu-Lapu, Mandaue et Cebu sur l'île de Cebu, aux Philippines.
L’aéroport est situé sur l’île de Mactan, à 20 kilomètres de la capitale provinciale Cebu et relié à celle-ci par deux ponts à Mandaue. Il se trouve à 600 kilomètres au sud de l’Aéroport international Ninoy Aquino de Manille et sert de hub central dans le réseau de transport aérien des Philippines.
Son attractivité tient dans son emplacement privilégié, situé à seulement 3 ou 4 heures de vol de 14 villes d’Asie-Pacifique.

## Histoire
L’aéroport a été construit en remplacement de l’aéroport de Lahug qui était situé dans Cebu même (devenu le Cebu IT Park), ce qui limitait son expansion, tant sur le plan de l’agrandissement des infrastructures que de la sécurité.
De par le développement de son activité et l’émergence de plus gros avions et nouvelles technologies, certains équipements ont dû être modernisés afin de satisfaire aux contraintes du transport aérien moderne. On peut ainsi noter l’extension des taxiways et de la piste, l’agrandissement du terminal et des parkings ainsi que la mise à niveau des réseaux électriques, d’eau et d’éclairage.
Avec l’augmentation du trafic, il est décidé de d'agrandir le terminal afin de résoudre les problèmes de congestion. En effet, l’aéroport dans son ancienne configuration a été construit pour accueillir 4,5 millions de passagers par an, mais, dans les faits, en voyait déjà transiter plus de 6 millions en 2012.
Le 23 avril 2014, le département des transports et des communications a attribué au tandem formé par les groupes Megawide Construction Corp et GMR Infrastructure le contrat pour la réalisation d'un deuxième terminal et la modernisation du terminal existant afin de porter la capacité totale de l’aéroport à 12,5 millions . Le projet prévoit que le terminal historique soit réservé aux vols intérieurs et le nouveau aux vols internationaux.
Le terminal 2 est inauguré le 7 juin 2018 par le président Rodrigo Duterte et la rénovation complète du terminal 1, qui doit se terminer en 2020, commence alors. L’aéroport sera reconnu à plusieurs occasions, et avant même la fin des travaux de rénovation du terminal 1, comme l'un des meilleurs dans sa catégorie,.
Début 2020 la direction de l’aéroport annonce la construction d'une deuxième piste, parallèle et non indépendante à la piste existante.

## Compagnies aériennes et destinations
| Compagnies                                | Destinations |
| ----------------------------------------- | --- |
| Air Busan                                 | Pusan-Gimhae, Séoul-Incheon |
| Air Juan                                  | Bantayan (en), Catbalogan (en), Maasin (en), Biliran (en), Sipalay, Siquijor (en), Bohol–Panglao |
| AirSWIFT                                  | El Nido (en) |
| Asiana Airlines                           | Séoul-Incheon |
| Cathay Pacific                            | Hong Kong |
| Cebu Pacific                              | Bangkok-Suvarnabhumi, Malay P. Ramos (en), Cagayan de Oro-Laguindingan, Clark, Davao City-Francisco Bangoy, Général Santos, Hong Kong, Iloilo, Kalibo, Macao, Manille-N. Aquino, Puerto Princesa, Séoul-Incheon, Shanghai-Pudong, Singapour-Changi, Tokyo-Narita, Zamboanga (en) |
| Cebu Pacific opéré par Cebgo              | Bacolod-Silay, Busuanga (en), Butuan (en), Cagayan de Oro-Laguindingan, Calbayog (en), Camiguin, Malay P. Ramos (en), Dipolog (en), Dumaguete (en), Iloilo, Legazpi, Manille-N. Aquino, Ozamiz City (en), Pagadian (en), Siargao (en), Surigao, Tacloban, Zamboanga (en)         |
| China Eastern Airlines                    | Shanghai-Pudong |
| China Southern Airlines                   | Canton-Baiyun |
| Emirates                                  | Dubaï[1] |
| EVA Air                                   | Taïwan-Taoyuan |
| Jeju Air                                  | Pusan-Gimhae, Daegu , Muan, Séoul-Incheon |
| Jin Air                                   | Pusan-Gimhae, Séoul-Incheon |
| Juneyao Airlines                          | Shanghai-Pudong |
| Korean Air                                | Séoul-Incheon |
| Lucky Air                                 | Kunming-Changshui |
| Pan Pacific Airlines                      | Séoul-Incheon |
| Philippine Airlines                       | Bangkok-Suvarnabhumi, Clark, Davao City-Francisco Bangoy, Manille-N. Aquino, Nagoya-Chūbu, Osaka-Kansai, Séoul-Incheon, Tokyo-Narita |
| Philippine Airlines opéré par PAL Express | Bacolod-Silay, Busuanga (en), Butuan (en), Cagayan de Oro-Laguindingan, Camiguin, Clark, Malay P. Ramos (en), Davao City-Francisco Bangoy, Général Santos, Iloilo, Kalibo, Legazpi, Manille-N. Aquino, Ozamiz City (en), Puerto Princesa, Siargao (en), Tacloban                 |
| AirAsia Philippines                       | Cagayan de Oro-Laguindingan, Malay P. Ramos (en), Clark, Davao City-Francisco Bangoy, Kalibo, Kaohsiung, Kuala Lumpur, Macao, Manille-N. Aquino, Puerto Princesa, Séoul-Incheon, Shenzhen-Bao'an, Singapour-Changi, Taïwan-Taoyuan                                               |
| Royal Air Philippines                     | Cagayan de Oro-Laguindingan, Malay P. Ramos (en), Davao City-Francisco Bangoy, Manille-N. Aquino, Puerto Princesa Charter : Clark, Macao |
| Scoot                                     | Singapour-Changi |
| Sichuan Airlines                          | Chongqing-Jiangbei |
| SilkAir                                   | Singapour-Changi |
| T'way Airlines                            | Daegu |
| Tigerair Taiwan                           | Taïwan-Taoyuan |
| Turkish Airlines                          | Istanbul, Manille-N. Aquino |
| XiamenAir                                 | Chengdu-Shuangliu, Fuzhou-Chánglè, Xiamen-Gaoqi |

Édité le 07/10/2019

## Statistiques
Pour des raisons techniques, il est temporairement impossible d'afficher le graphique qui aurait dû être présenté ici.

Voir la requête brute et les sources sur Wikidata.

## Situation
| \| 100 km1:11 581 000 \| Sicogon Bacolod Bancasi Basco Busuanga-Coron Calbayog Camiguin Catarman Caticlan Clark Cotabato Cuyo Davao Dipolog General · Santos Iloilo Jolo Kalibo Cagayan de Oro Laoag Legazpi Mactan-Cebu Manille Marinduque Masbate Naga Ormoc Pagadian Puerto · Princesa Roxas Tacloban Sanga · Sanga Sayak Sibulan Subic Bay Surigao San José Bohol Tandag Tugdan Tuguegarao Virac Zamboanga |
| 100 km1:11 581 000 |